# Schizonycha stenolepis
Schizonycha stenolepis är en skalbaggsart som beskrevs av Moser 1914. Schizonycha stenolepis ingår i släktet Schizonycha och familjen Melolonthidae. Inga underarter finns listade i Catalogue of Life.